# Hłyboke (obwód charkowski)
Hłyboke (ukr. Глибоке) – wieś na Ukrainie, w obwodzie charkowskim, w rejonie charkowskim, w hromadzie Łypci. W 2001 liczyła 1203 mieszkańców.Rosjanie zajęli wieś 15 maja 2024 .https://liveuamap.com/en/2024/15-may-russian-ministry-of-defense-claims-control-over-lukiantsi